# Maison d'Art
Het Maison d'Art was een galerie in Brussel met een kort maar invloedrijk bestaan (1894-1900). De galerie was een initiatief van de jurist, kunstmecenas en publicist Edmond Picard, gevestigd in zijn vroegere woning aan de Gulden-Vlieslaan 56 in Brussel. Deze kunstgalerie werd voor Edmond Picard een oefening tussen het commerciële en het esthetische. Kunstwerken werden er niet achter vitrines getoond, maar in een reële omgeving.

## Oprichting
Op 7 maart 1894 richtten Edmond Picard, Octave Maus, Emile Verhaeren en Karel Buls de naamloze vennootschap L'Art op. Picards derde zoon William was directeur. Het hoofdkwartier werd eind dat jaar overgebracht naar Picards eigen woning aan de Gulden-Vlieslaan. In 1876 had hij het pand laten verbouwen in Vlaamse renaissancestijl. Het was al een brandpunt van het artistieke leven in de hoofdstad: Picard ontving er talloze kunstenaars en stelde er zijn rijke collectie tentoon. Voor Rops' schandaaltekening De verzoeking van de heilige Antonius had hij zelfs een geheim kabinet laten maken. Het Maison d'Art opende er op 29 december 1894. Zelf verhuisde Picard naar de Hertogstraat.
Er was ruimte voor wisselende tentoonstellingen, maar ook een permanente afdeling voor toegepaste kunst. Aan Alban Chambon was gevraagd een theaterzaal voor 400 toeschouwers te bouwen, die gebruikt werd voor toneelvoorstellingen, lezingen en concerten. In dit zaaltje konden de kunstenaars hun werk bespreken. De producten van toegepaste kunst die er in een huiselijk decor werden getoond omvatten keramiek, smeedwerk, glas, behang, tapijten, boekbanden en andere kleine huiselijke utilitair-decoratieve objecten.

## Activiteiten
Tijdens de eerste zes maanden waren er 10 tijdelijke tentoonstellingen, 11 lezingen, 7 concerten en 3 opvoeringen van toneelstukken. Vanwege het succes werd het huis na het eerste seizoen gesloten voor uitbreidingswerken. Het heropende op 10 december 1895 en bleef een broeinest van activiteiten. Een eigen toneelgezelschap vond er onderdak, maar ook de schermclub van de Brusselse balie.
Joséphin Péladan organiseerde eveneens in Maison d'Art een Salon de la Rose-Croix waarbij hij schilderijen tentoonstelde van onder andere Armand Point, Jean Delville en Darío de Regoyos.
De activiteiten werden beëindigd in juli 1900. Zonder veel commentaar verkocht Picard het huis aan een bank.

## Tentoonstellingen
- 1895: Alfred Stevens
- 1897: Eugène Smits
- 1898: Emile Claus
- 1899: Eugène Laermans (4 februari - 5 maart)(met door hemzelf ontworpen affiche)
- 1899: Auguste Rodin (eerste overzichtstentoonstelling van Rodin, georganiseerd door Picards minnares Judith Cladel)

## Brochures
Picard liet acht publicitaire brochures drukken door P. Weissenbruch. Het waren bibliofiele uitgaven met de volgende titels:
- A la Toison d'or: Une Maison d'art à Bruxelles
- Notices sur la Maison d'Art
- Madame la Maison d'Art
- Comment vivra la Maison d'Art
- Dividendes intellectuels
- Pour qui il faut posséder les oeuvres d'Art
- La Socialisation de l'Art
- Le Théâtre de la Maison d'Art

## Affiches
In de beginperiode werd een voorgedrukte affiche gebruikt voor de aankondigingen van de manifestaties met daarop een afbeelding van het zeilschip Argo op golvende zee voor een vlammende stralenhemel naar ontwerp van Gisbert Combaz.

## Uitstraling
De Luikenaar Gustave Serrurier-Bovy nam nota van de manier waarop de kunstwerken in het Maison d'Art gepresenteerd werden. Via hem zou deze scenografie ook van invloed zijn op de wereldtentoonstelling van 1897.
De invloed van het Maison d'Art reikte tot ver over de grenzen. Kunsthandelaar Siegfried Bing inspireerde zich erop voor zijn Parijse Maison de l'Art Nouveau.

## Voetnoten
1. 1 2  Eric Min (2013), Brussel. Biografie van een wereldstad. 1850-1914
2. ↑  Ordre de la Rose-Croix Catholique et Esthétique du Temple et du Graal
3. ↑  Paul Aron (1997), La Belgique artistique et littéraire: une anthologie de langue française (1848-1914), blz. 342-343
4. ↑  Yolande Oostens-Wittamer (1975), L'affiche belge: 1892-1914, blz. 24
5. ↑  Gabriel P. Weisberg, Edwin Becker en Évelyne Possémé (2004), De oorsprong van l'art nouveau: het Bing imperium, blz. 103-104